# 口吉川町西中
口吉川町西中（くちよかわちょうにしなか）は、兵庫県三木市にある大字。旧・美嚢郡口吉川村大字西中。郵便番号は673-0735。

## 地理
- 口吉川地区の西側に位置している。元々は中村であり、分離して、西中村になった。由来は分離する前の中村の西側に位置していたことから名付けられた。[4][5]東側と北側はは口吉川町東中・西側は口吉川町桃坂、口吉川町馬場・南側は細川町高篠、口吉川町蓮花寺・と接する。

## 歴史
- 1954年6月1日 - 三木市を新設し、三木市口吉川町西中になる。

### 字域の変遷
| 実施前                 | 実施年       | 実施後             |
| ---------------------- | ------------ | ------------------ |
| 美嚢郡口吉川村大字西中 | 1954年6月1日 | 三木市口吉川町西中 |

## 世帯数と人口
2022年（令和4年）2月28日現在の世帯数と人口は以下の通りである。
| 町丁         | 世帯数 | 人口 |
| ------------ | ------ | ---- |
| 口吉川町西中 | 36世帯 | 78人 |

## 小・中学校の学区
市立小・中学校に通う場合、学区は以下の通りとなる。
| 番地 | 小学校               | 中学校             |
| ---- | -------------------- | ------------------ |
| 全域 | 三木市立口吉川小学校 | 三木市立星陽中学校 |

## 交通

### 鉄道
地内には鉄道は通っていない。

### バス
- 神姫バス
- みっきぃバス

### 道路
- 兵庫県道20号加古川三田線

## 施設
- 西中公民館